# ルキウス・コルネリウス・スキピオ (紀元前350年の執政官)
ルキウス・コルネリウス・スキピオ（ラテン語: Lucius Cornelius Scipio、生没年不詳）は紀元前4世紀の共和政ローマの政治家・軍人。紀元前350年に執政官（コンスル）、紀元前340年には監察官（ケンソル）を務めた。

## 出自
パトリキ（貴族）であるコルネリウス氏族のスキピオ家出身である。父のコグノーメン（第一名、個人名）はプブリウスで、おそらく紀元前395年の執政武官プブリウス・コルネリウス・スキピオである。プブリウスは歴史に登場する最初のスキピオ家の人物である。

## 経歴
紀元前348年、執政官選挙中にインテルレクス（期限5日の最高職）を務めた。
紀元前350年、スキピオは執政官に就任。スキピオ家としては最初の執政官である。同僚執政官はプレブス（平民）出身のマルクス・ポピッリウス・ラエナスであった。このとき、ローマはガリアと戦争状態にあったが、スキピオは病気となってしまったため、ラエナスがローマ全軍の指揮を執ることとなった。
ラナエスはガリアに勝利して凱旋式を実施したが、そのときの負傷のため翌年の執政官選挙を運営できず、選挙実施のためにルキウス・フリウス・カミッルスが独裁官に任命された。カミッルスはスキピオをマギステル・エクィトゥム（騎兵長官であるが、この場合は選挙の副管理人）に指名した。翌年の執政官に当選したのはカミッルスとアッピウス・クラウディウス・クラッスス・インレギッレンシスで、両者ともパトリキであった。ティトゥス・リウィウスは、このため市民は選挙結果に不満を持ったとしている。
紀元前340年には監察官（ケンソル）に就任。同僚は兄弟のプブリウス・コルネリウス・スキピオであった。

## 参考資料
- ティトゥス・リウィウス『ローマ建国史』
- Cram, R. V. (1940). "The Roman Censors". Harvard Studies in Classical Philology (en inglés) 51: pp. 71-110.